# ロスアザラシ
ロスアザラシ（Ommatophoca rossii）は、南極に住むアザラシの一種。名前はジェイムズ・クラーク・ロスにちなむ。南極の鰭脚類の中で最も小さく、数も少なく、あまり知られていない。不釣り合いに大きな目と、耳鳴りあるいはサイレンのような複雑な声が特徴。

## 分布
南極大陸

## 形態
体長1.68-2.09m、体重129-216kg。メスのほうが僅かに大きく、体長1.96-2.5mに達する。
鼻は短く幅の広く、毛皮はアザラシの中では最も短い。

## 生態
南極大陸付近の流氷域にて繁殖、換毛を行う。非繁殖期には流氷域から離れ南極前線近くに移動、採餌を行う。
食性は動物食で、頭足類やコオリイワシ、ナンキョクオキアミなどを食べる。